# ماركو أنطونيو
ماركو أنطونيو (بالبرتغالية: Marco Antônio Feliciano‏) (مواليد 6 فبراير 1951) هو لاعب كرة قدم. يلعب مع منتخب البرازيل لكرة القدم. سبق له أن لعب في كأس العالم لكرة القدم مع منتخب بلاده.

## روابط خارجية
- ماركو أنطونيو على موقع الاتحاد الدولي (مؤرشف)  (الإنجليزية)
- ماركو أنطونيو على موقع قاعدة بيانات كرة القدم.إي يو (الإنجليزية)
- ماركو أنطونيو على موقع ناشيونال فوتبول تيمز (الإنجليزية)
- ماركو أنطونيو على موقع Soccerway.com (الإنجليزية)